# Olympische Sommerspiele 2000/Kanu
Bei den Olympischen Sommerspielen 2000 in der australischen Metropole Sydney wurden insgesamt 16 Kanusportwettbewerbe ausgetragen, zwölf für Männer und vier für Frauen.
Die zwölf Kanurennsport-Wettbewerbe wurden auf dem Regattakurs von Penrith ausgetragen, die vier Kanuslalom-Wettbewerbe im Penrith Whitewater Stadium. Zwischen 17. September und 1. Oktober 2000 traten insgesamt 330 Kanuten zu den Wettbewerben an, davon 249 Männer und 81 Frauen.

## Bilanz

### Medaillenspiegel
| Platz | Land           | Gold | Silber | Bronze | Gesamt |
| ----- | -------------- | ---- | ------ | ------ | ------ |
| 1     | Ungarn         | 4    | 2      | 1      | 7      |
| 2     | Deutschland    | 4    | 1      | 3      | 8      |
| 3     | Italien        | 2    | –      | 1      | 3      |
| 4     | Norwegen       | 2    | –      | –      | 2      |
| 5     | Frankreich     | 1    | 1      | 1      | 3      |
| 5     | Slowakei       | 1    | 1      | 1      | 3      |
| 7     | Rumänien       | 1    | –      | 2      | 3      |
| 8     | Tschechien     | 1    | –      | 1      | 2      |
| 9     | Polen          | –    | 2      | 2      | 4      |
| 10    | Bulgarien      | –    | 2      | –      | 2      |
| 10    | Kuba           | –    | 2      | –      | 2      |
| 12    | Australien     | –    | 1      | 1      | 2      |
| 12    | Großbritannien | –    | 1      | 1      | 2      |
| 12    | Kanada         | –    | 1      | 1      | 2      |
| 15    | Russland       | –    | 1      | –      | 1      |
| 15    | Schweden       | –    | 1      | –      | 1      |
| 17    | Israel         | –    | –      | 1      | 1      |

### Medaillengewinner
| Konkurrenz             | Gold                                                             | Silber                                                   | Bronze                                                                      |
| ---------------------- | ---------------------------------------------------------------- | -------------------------------------------------------- | --------------------------------------------------------------------------- |
| Einer-Kajak 500 m      | Knut Holmann                                                     | Petar Merkow                                             | Michael Kolganov                                                            |
| Einer-Kajak 1000 m     | Knut Holmann                                                     | Petar Merkow                                             | Tim Brabants                                                                |
| Zweier-Kajak 500 m     | Ungarn Zoltán Kammerer Botond Storcz                             | Australien Daniel Collins Andrew Trim                    | Deutschland Ronald Rauhe Tim Wieskötter                                     |
| Zweier-Kajak 1000 m    | Italien Beniamino Bonomi Antonio Rossi                           | Schweden Henrik Nilsson Markus Oscarsson                 | Ungarn Krisztián Bártfai Krisztián Veréb                                    |
| Vierer-Kajak 1000 m    | Ungarn Gábor Horváth Zoltán Kammerer Botond Storcz Ákos Vereckei | Deutschland Björn Bach Jan Schäfer Stefan Ulm Mark Zabel | Polen Dariusz Białkowski Grzegorz Kotowicz Adam Seroczyński Marek Witkowski |
| Einer-Canadier 500 m   | György Kolonics                                                  | Maxim Opalew                                             | Andreas Dittmer                                                             |
| Einer-Canadier 1000 m  | Andreas Dittmer                                                  | Ledis Balceiro                                           | Steve Giles                                                                 |
| Zweier-Canadier 500 m  | Ungarn Ferenc Novák Imre Pulai                                   | Polen Paweł Baraszkiewicz Daniel Jędraszko               | Rumänien Florin Popescu Mitică Pricop                                       |
| Zweier-Canadier 1000 m | Rumänien Florin Popescu Mitică Pricop                            | Kuba Leobaldo Pereira Ibrahim Rojas                      | Deutschland Stefan Uteß Lars Kober                                          |
| Slalom Einer-Kajak     | Thomas Schmidt                                                   | Paul Ratcliffe                                           | Pierpaolo Ferrazzi                                                          |
| Slalom Einer-Canadier  | Tony Estanguet                                                   | Michal Martikán                                          | Juraj Minčík                                                                |
| Slalom Zweier-Canadier | Slowakei Pavol Hochschorner Peter Hochschorner                   | Polen Krzysztof Kołomański Michał Staniszewski           | Tschechien Marek Jiras Tomáš Máder                                          |

| Konkurrenz         | Gold                                                                | Silber                                                        | Bronze                                                      |
| ------------------ | ------------------------------------------------------------------- | ------------------------------------------------------------- | ----------------------------------------------------------- |
| Einer-Kajak 500 m  | Josefa Idem                                                         | Caroline Brunet                                               | Katrin Borchert                                             |
| Zweier-Kajak 500 m | Deutschland Birgit Fischer Katrin Wagner                            | Ungarn Katalin Kovács Szilvia Szabó                           | Polen Aneta Pastuszka Beata Sokołowska                      |
| Vierer-Kajak 500 m | Deutschland Birgit Fischer Manuela Mucke Anett Schuck Katrin Wagner | Ungarn Rita Kőbán Katalin Kovács Szilvia Szabó Erzsébet Viski | Rumänien Raluca Ioniță Mariana Limbău Elena Radu Sanda Toma |
| Slalom Einer-Kajak | Štěpánka Hilgertová                                                 | Brigitte Guibal                                               | Anne-Lise Bardet                                            |

## Ergebnisse

### Kanurennsport Männer

#### Einer-Kajak500 m
| Platz | Land | Sportler         | Zeit (min) |
| ----- | ---- | ---------------- | ---------- |
| 1     | NOR  | Knut Holmann     | 1:57,847   |
| 2     | BUL  | Petar Merkow     | 1:58,393   |
| 3     | ISR  | Michael Kolganov | 1:59,563   |
| 4     | HUN  | Ákos Vereckei    | 2:00,145   |
| 5     | GER  | Lutz Liwowski    | 2:00,259   |
| 6     | ESP  | Jovino González  | 2:03,889   |
| 7     | LTU  | Alvydas Duonėla  | 2:04,591   |
| 8     | RSA  | Alan van Coller  | 2:04,981   |

#### Einer-Kajak 1000 m
| Platz | Land | Sportler         | Zeit (min) |
| ----- | ---- | ---------------- | ---------- |
| 1     | NOR  | Knut Holmann     | 3:33,269   |
| 2     | BUL  | Petar Merkow     | 3:34,649   |
| 3     | GBR  | Tim Brabants     | 3:35,057   |
| 4     | ISR  | Michael Kolganov | 3:35,099   |
| 5     | ARG  | Javier Correa    | 3:35,687   |
| 6     | DEN  | Torsten Tranum   | 3:37,811   |
| 7     | FRA  | Pierre Lubac     | 3:37,931   |
| 8     | ITA  | Jacopo Majochi   | 3:38,105   |

#### Zweier-Kajak500 m
| Platz | Land | Sportler                               | Zeit (min) |
| ----- | ---- | -------------------------------------- | ---------- |
| 1     | HUN  | Zoltán Kammerer Botond Storcz          | 1:47,055   |
| 2     | AUS  | Daniel Collins Andrew Trim             | 1:47,895   |
| 3     | GER  | Ronald Rauhe Tim Wieskötter            | 1:48,771   |
| 4     | FRA  | Bâbak Amir-Tahmasseb Philippe Aubertin | 1:48,921   |
| 5     | POL  | Marek Twardowski Adam Wysocki          | 1:48,963   |
| 6     | USA  | Peter Newton Ángel Pérez               | 1:52,617   |
| 7     | ITA  | Beniamino Bonomi Antonio Rossi         | 1:52,635   |
| 8     | BUL  | Milko Kasanow Petar Sibinkić           | 1:52,725   |

#### Zweier-Kajak 1000 m
| Platz | Land | Sportler                               | Zeit (min) |
| ----- | ---- | -------------------------------------- | ---------- |
| 1     | ITA  | Beniamino Bonomi Antonio Rossi         | 3:14,461   |
| 2     | SWE  | Henrik Nilsson Markus Oscarsson        | 3:16,075   |
| 3     | HUN  | Krisztián Bártfai Krisztián Veréb      | 3:16,357   |
| 4     | GER  | Andreas Ihle Olaf Winter               | 3:16,627   |
| 5     | FRA  | Bâbak Amir-Tahmasseb Philippe Aubertin | 3:17,635   |
| 6     | SVK  | Juraj Bača Michal Riszdorfer           | 3:18,325   |
| 7     | RUS  | Oleg Gorobi Jewgeni Salachow           | 3:18,937   |
| 8     | POL  | Marek Twardowski Adam Wysocki          | 3:19,939   |

#### Vierer-Kajak1000 m
| Platz | Land | Sportler                                                              | Zeit (min) |
| ----- | ---- | --------------------------------------------------------------------- | ---------- |
| 1     | HUN  | Gábor Horváth Zoltán Kammerer Botond Storcz Ákos Vereckei             | 2:55,188   |
| 2     | GER  | Björn Bach Jan Schäfer Stefan Ulm Mark Zabel                          | 2:55,704   |
| 3     | POL  | Dariusz Białkowski Grzegorz Kotowicz Adam Seroczyński Marek Witkowski | 2:57,192   |
| 4     | SVK  | Róbert Erban Richard Riszdorfer Juraj Tarr Erik Vlček                 | 2:57,696   |
| 5     | BUL  | Milko Kasanow Petar Merkow Jordan Jordanow Petar Sibinkić             | 2:59,112   |
| 6     | USA  | Stein Jorgensen John Mooney Peter Newton Ángel Pérez                  | 2:59,472   |
| 7     | RUS  | Anatoli Tischtschenko Oleg Gorobi Jewgeni Salachow Roman Sarubin      | 2:59,778   |
| 8     | SWE  | Jonas Fager Anders Gustafsson Erik Lindeberg Niklaes Persson          | 3:01,326   |

#### Einer-Canadier500 m
| Platz | Land | Sportler            | Zeit (min) |
| ----- | ---- | ------------------- | ---------- |
| 1     | HUN  | György Kolonics     | 2:24,813   |
| 2     | RUS  | Maxim Opalew        | 2:25,809   |
| 3     | GER  | Andreas Dittmer     | 2:27,591   |
| 4     | CAN  | Maxime Boilard      | 2:29,259   |
| 5     | SVK  | Slavomír Kňazovický | 2:29,613   |
| 6     | CUB  | Ledis Balceiro      | 2:32,229   |
| 7     | UKR  | Michał Śliwiński    | 2:33,129   |
| 8     | CZE  | Martin Doktor       | 2:37,467   |

#### Einer-Canadier 1000 m
| Platz | Land | Sportler              | Zeit (min) |
| ----- | ---- | --------------------- | ---------- |
| 1     | GER  | Andreas Dittmer       | 3:54,379   |
| 2     | CUB  | Ledis Balceiro        | 3:56,071   |
| 3     | CAN  | Steve Giles           | 3:56,437   |
| 4     | FRA  | Éric le Leuch         | 3:57,217   |
| 5     | NOR  | Christian Frederiksen | 3:58,159   |
| 6     | RUS  | Maxim Opalew          | 4:00,042   |
| 7     | LVA  | Efims Klementjevs     | 4:00,931   |
| 8     | CZE  | Martin Doktor         | 4:02,335   |

#### Zweier-Canadier500 m
| Platz | Land | Sportler                                  | Zeit (min) |
| ----- | ---- | ----------------------------------------- | ---------- |
| 1     | HUN  | Ferenc Novák Imre Pulai                   | 1:51,284   |
| 2     | POL  | Paweł Baraszkiewicz Daniel Jędraszko      | 1:51,536   |
| 3     | ROU  | Florin Popescu Mitică Pricop              | 1:54,260   |
| 4     | ESP  | José Alfredo Bea David Mascató            | 1:56,600   |
| 5     | GER  | Christian Gille Thomas Zereske            | 1:59,294   |
| 6     | RUS  | Alexander Kostoglod Alexander Kowaljow    | 2:00,134   |
| 7     | KAZ  | Schomart Satubaldin Konstantin Negodjajew | 2:01,436   |
| 8     | UKR  | Serhij Klymnjuk Dmytro Sabin              | 2:02,612   |

#### Zweier-Canadier 1000 m
| Platz | Land | Sportler                               | Zeit (min) |
| ----- | ---- | -------------------------------------- | ---------- |
| 1     | ROU  | Florin Popescu Mitică Pricop           | 3:37,355   |
| 2     | CUB  | Leobaldo Pereira Ibrahim Rojas         | 3:38,753   |
| 3     | GER  | Stefan Uteß Lars Kober                 | 3:41,129   |
| 4     | RUS  | Alexander Kostoglod Alexander Kowaljow | 3:41,267   |
| 5     | HUN  | Ferenc Novák Imre Pulai                | 3:43,103   |
| 6     | ESP  | José Ramón Ferrer José Antonio Romero  | 3:46,457   |
| 7     | CAN  | Attila Buday Tamas Buday               | 3:48,017   |
| 8     | POL  | Paweł Baraszkiewicz Michał Gajownik    | 3:52,229   |

### Kanurennsport Frauen

#### Einer-Kajak500 m
| Platz | Land | Sportlerin         | Zeit (min) |
| ----- | ---- | ------------------ | ---------- |
| 1     | ITA  | Josefa Idem        | 2:13,848   |
| 2     | CAN  | Caroline Brunet    | 2:14,646   |
| 3     | AUS  | Katrin Borchert    | 2:15,138   |
| 4     | YUG  | Nataša Janić       | 2:16,506   |
| 5     | POL  | Elżbieta Urbańczyk | 2:18,018   |
| 6     | HUN  | Rita Kőbán         | 2:19,668   |
| 7     | RSA  | Ruth Nortje        | 2:20,274   |
| 8     | AUT  | Ursula Profanter   | 2:20,598   |

#### Zweier-Kajak500 m
| Platz | Land | Sportlerinnen                    | Zeit (min) |
| ----- | ---- | -------------------------------- | ---------- |
| 1     | GER  | Birgit Fischer Katrin Wagner     | 1:56,996   |
| 2     | HUN  | Katalin Kovács Szilvia Szabó     | 1:58,580   |
| 3     | POL  | Aneta Pastuszka Beata Sokołowska | 1:58,784   |
| 4     | ROU  | Raluca Ioniță Mariana Limbău     | 1:59,264   |
| 5     | CAN  | Caroline Brunet Karen Furneaux   | 2:01,046   |
| 6     | AUS  | Katrin Borchert Anna Wood        | 2:01,472   |
| 7     | ESP  | Maria Garcia Belén Sánchez       | 2:04,208   |
| 8     | SWE  | Anna Olsson Ingela Ericsson      | 2:04,574   |

#### Vierer-Kajak500 m
| Platz | Land | Sportlerinnen                                                              | Zeit (min) |
| ----- | ---- | -------------------------------------------------------------------------- | ---------- |
| 1     | GER  | Birgit Fischer Manuela Mucke Anett Schuck Katrin Wagner                    | 1:34,532   |
| 2     | HUN  | Rita Kőbán Katalin Kovács Szilvia Szabó Erzsébet Viski                     | 1:34,946   |
| 3     | ROU  | Raluca Ioniță Mariana Limbău Elena Radu Sanda Toma                         | 1:37,010   |
| 4     | POL  | Aneta Pastuszka Joanna Skowroń Aneta Michalak Beata Sokołowska             | 1:37,076   |
| 5     | UKR  | Hanna Balabanowa Olena Tscherewatowa Natalija Feklissowa Marija Raltschewa | 1:37,544   |
| 6     | BLR  | Alessja Bakunowa Alena Bez Natallja Bandarenka Swjatlana Wakula            | 1:37,748   |
| 7     | RUS  | Galina Tschugunowa Olga Tischtschenko Jelena Tissina Natalja Guli          | 1:38,624   |
| 8     | ESP  | Izaskun Aramburu Beatriz Manchón Ana María Penas Belén Sánchez             | 1:38,654   |

### Kanuslalom Männer

#### Einer-Kajak
| Platz | Land | Sportler           | Punkte |
| ----- | ---- | ------------------ | ------ |
| 1     | GER  | Thomas Schmidt     | 217,27 |
| 2     | GBR  | Paul Ratcliffe     | 223,71 |
| 3     | ITA  | Pierpaolo Ferrazzi | 225,03 |
| 4     | AUT  | Helmut Oblinger    | 226,45 |
| 5     | USA  | Scott Shipley      | 226,67 |
| 6     | AUT  | Manuel Köhler      | 226,80 |
| 7     | CZE  | Tomáš Kobes        | 226,99 |
| 8     | FRA  | Laurent Burtz      | 227,63 |

#### Einer-Canadier
| Platz | Land | Sportler           | Punkte |
| ----- | ---- | ------------------ | ------ |
| 1     | FRA  | Tony Estanguet     | 231,87 |
| 2     | SVK  | Michal Martikán    | 233,76 |
| 3     | SVK  | Juraj Minčík       | 234,24 |
| 4     | FRA  | Emmanuel Brugvin   | 238,42 |
| 5     | GER  | Stefan Pfannmöller | 239,72 |
| 6     | GER  | Sören Kaufmann     | 240,18 |
| 7     | SLO  | Simon Hočevar      | 240,64 |
| 8     | GBR  | Stuart McIntosh    | 243,61 |

#### Zweier-Canadier
| Platz | Land | Sportler                                 | Punkte |
| ----- | ---- | ---------------------------------------- | ------ |
| 1     | SVK  | Pavol Hochschorner Peter Hochschorner    | 237,74 |
| 2     | POL  | Krzysztof Kołomański Michał Staniszewski | 243,81 |
| 3     | CZE  | Marek Jiras Tomáš Máder                  | 249,45 |
| 4     | GBR  | Stuart Bowman Nick Smith                 | 249,93 |
| 5     | CZE  | Jaroslav Volf Ondřej Štěpánek            | 253,36 |
| 6     | POL  | Andrzej Wójs Sławomir Mordarski          | 255,51 |
| 7     | FRA  | Franck Adisson Wilfrid Forgues           | 290,91 |
| 8     | GER  | André Ehrenberg Michael Senft            | 301,78 |

### Kanuslalom Frauen

#### Einer-Kajak
| Platz | Land | Sportlerin          | Punkte |
| ----- | ---- | ------------------- | ------ |
| 1     | CZE  | Štěpánka Hilgertová | 247,04 |
| 2     | FRA  | Brigitte Guibal     | 251,88 |
| 3     | FRA  | Anne-Lise Bardet    | 254,77 |
| 4     | SVK  | Elena Kaliská       | 255,95 |
| 5     | CZE  | Irena Pavelková     | 256,11 |
| 6     | GER  | Mandy Planert       | 257,85 |
| 7     | USA  | Rebecca Giddens     | 258,69 |
| 8     | AUS  | Danielle Woodward   | 261,89 |